# Cúpula cuadrada elongada
En geometría, la cúpula cuadrada elongada es uno de los sólidos de Johnson (J19). Como sugiere su nombre, puede construirse elongando una cúpula cuadrada (J4) mediante la fijación de un prisma octogonal a su base. Este sólido puede considerarse como un rombicuboctaedro al que se ha quitado la "tapa" (que es otra cúpula cuadrada).
Los 92 sólidos de Johnson fueron nombrados y descritos por Norman Johnson en 1966.